# Ivan Stojković
Kardinal Ivan Stojković (Dubrovačka Republika, 1395. – Lausanne, 20. listopada 1443.) bio je hrvatski redovnik dominikanac, sudionik i predsjedatelj Sabora u Konstanzu i legat Baselskog sabora u Konstantinopolu. 

## Životopis
Ivan Stojković rođen je godine 1395. u Dubrovniku. Zaredio se kao dominikanac i studirao teologiju u Zadru, Padovi i u Parizu gdje je 8. prosinca 1420. godine promovirao.
Parisko veleučilište ga šalje kralju Sigismundu i papi Martinu V. neka proradi na sazivanju novog sabora kojeg je papa sazvao u Paviji 1423. godine. Na saboru u Paviji odrzao je inauguralni govor i poslije premještanja sabora u Sijenu uputio se s drugim koncilskim sudionicima u taj grad.
Smatralo ga se vrhunskim govornikom. Zalagao se za reforme u Katoličkoj crkvi. On se smatra najvažnijim teologom Sabora u Baselu. Bio je veliki poznavatelj patrologije i srednjovjekovne književnosti. Kao humanist posjedovao je veliku knjižnicu s brojnim vrijednim grčkim rukopisima (manuskriptima).
Njegove rukopise rabili su Johannes Reuchlin i Erazmo Roterdamski.
Dana 30. prosinca 1435. imenovala ga je dubrovačka vlada za mrkansko-trebinjskoga biskupa. Ipak, nije htio prihvatiti to imenovanje. Najvjerojatnije je to bilo iz razloga jer je on u to vrijeme bio ugledan profesor pariškoga sveučilišta, izabrani veleposlanik kod pape Eugena IV. i cara Žigmunda Luksemburškoga, generalni tajnik crkvenoga koncila u Baselu itd. Dubrovačka je vlada pisala papi Eugenu IV. moleći da ga potvrdi za biskupa, ali ni to nije pomoglo. 

### Knjige
- Krasić, Stjepan. 2023. Dubrovački dominikanci i Trebinjsko-mrkanska biskupija.   Puljić, Ivica; Marić, Marinko (ur.). Trebinjsko-mrkanska biskupija: Zbornik radova povodom obilježavanja 1000. obljetnice prvoga pisanog spomena Trebinjske biskupije i 700. obljetnice prvoga pisanog spomena Mrkanske biskupije. Trebinjsko-mrkanska biskupija. Mostar. str. 437–469

## Vanjske poveznice
- Matica hrvatska – Robert Holjevac: »Dva zaslužna hrvatska dominikanca«  Arhivirana inačica izvorne stranice od 19. veljače 2021. (Wayback Machine)
- Ivan Stojković - Dubrovčanin